# Fort Johnson South
Fort Johnson South és una població dels Estats Units a l'estat de Louisiana. Segons el cens del 2000 tenia 11.000 habitants.

## Demografia
Segons el cens del 2000, Fort Johnson South tenia 11.000 habitants, 2.383 habitatges, i 2.175 famílies. La densitat de població era de 689,5 habitants/km².
Dels 2.383 habitatges en un 72,8% hi vivien nens de menys de 18 anys, en un 82,8% hi vivien parelles casades, en un 6% dones solteres, i en un 8,7% no eren unitats familiars. En el 8,3% dels habitatges hi vivien persones soles el 8,3% de les quals corresponia a persones de 65 anys o més que vivien soles. El nombre mitjà de persones vivint en cada habitatge era de 3,45 i el nombre mitjà de persones que vivien en cada família era de 3,63.
Per edats la població es repartia de la següent manera: un 33% tenia menys de 18 anys, un 29,3% entre 18 i 24, un 35,9% entre 25 i 44, un 1,7% de 45 a 60 i un 0,1% 65 anys o més.
L'edat mediana era de 22 anys. Per cada 100 dones de 18 o més anys hi havia 181,3 homes.
La renda mediana per habitatge era de 32.993 $ i la renda mediana per família de 33.463 $. Els homes tenien una renda mediana de 20.855 $ mentre que les dones 17.776 $. La renda per capita de la població era de 12.176 $. Entorn del 8,7% de les famílies i el 10,8% de la població estaven per davall del llindar de pobresa.

## Poblacions més properes
El següent diagrama mostra les poblacions més properes.